# Antigny (Vendée)
 Antigny  es una comuna y población de Francia, en la región de Países del Loira, departamento de Vendée, en el distrito de Fontenay-le-Comte y cantón de La Châtaigneraie. Está integrada en la Communauté de communes du Pays de la Châtaigneraie.

## Demografía
| 1049 | 955 | 927 | 1027 | 1078 | 1127 | 1030 |
| Para los censos de 1962 a 1999 la población legal corresponde a la población sin duplicidades (Fuente: INSEE [Consultar]) |     |     |      |      |      |      |